# Friedrich Arnold (Generalmajor)
Friedrich Arnold (* 16. September 1823 in Karlsruhe; † 24. Februar 1881 ebenda) war ein preußischer Generalmajor und Kommandeur der 8. Infanterie-Brigade.

## Leben

### Herkunft
Friedrich war ein Sohn des gleichnamigen badischen Oberst a. D. und Militärbaudirektors Friedrich Arnold (1786–1854) und dessen Ehefrau Amalie, geborene von Stuber († 1855).

### Militärkarriere
Arnold besuchte die polytechnische Schule und die Kriegsschule in Karlsruhe. Nach seinem Abschluss trat er am 6. April 1840 als Schütze in die 1. Schützenkompanie des Infanterie-Regiments „Großherzog“ Nr. 1 der Badischen Armee ein und avancierte bis Ende Mai 1841 zum Leutnant. Vom 1. November 1846 bis zum 13. Mai 1849 war er Adjutant des II. Bataillons, stieg zwischenzeitlich zum Oberleutnant auf und nahm 1848 während der Niederschlagung der Badischen Revolution am Feldzug im badischen Oberland teil. Vom 6. September bis zum 13. Mai 1850 war er als Regimentsadjutant tätig. Am 11. Februar 1855 wurde er als Hauptmann in das 4. Infanterie-Regiment versetzt. Daran schloss sich unter Verleihung des Charakters als Major am 9. November 1865 eine Verwendung im Jäger-Bataillon an. Während des Krieges gegen Preußen befand Arnold sich 1866 bei der Reservebrigade in Thüringen. Am 20. Juni 1866 erhielt er das Patent zu seinem Dienstgrad und wurde Kommandeur des 3. Ersatzbataillon. Am 4. September 1866 kam er in das 4. Infanterie-Regiment „Prinz Wilhelm“ und rückte am 1. Juli 1870 zum Oberstleutnant auf. Als solcher nahm Arnold während des Krieges gegen Frankreich an den Belagerungen Straßburg und Belfort sowie den Gefechten am Ognon, bei Prenois, Daix, Nuits, Vellefaux, Échenoz-le-Sec und Villersexel teil. Neben dem Eisernen Kreuz II. Klasse sowie dem Ritterkreuz I. Klasse des Ordens vom Zähriger Löwen mit Schwertern wurde er mit dem Ritterkreuz des Militär-Karl-Friedrich-Verdienstordens ausgezeichnet.
Am 15. Juli 1871 wurde mit Patent vom 1. Juli 1870 als Oberstleutnant in den Verband der Preußischen Armee übernommen und dem 1. Thüringischen Infanterie-Regiment Nr. 31 aggregiert. Arnold stieg am 18. August 1871 zum Oberst auf und war vom 27. Februar 1872 bis zum 9. August 1876 Kommandeur des 8. Westfälischen Infanterie-Regiments Nr. 57 in Wesel. Anschließend erfolgte mit der Beförderung zum Generalmajor die Ernennung zum Kommandeur 8. Infanterie-Brigade in Bromberg. Unter Verleihung des Roten Adlerordens II. Klasse mit Eichenlaub wurde Arnold am 13. Oktober 1877 mit Pension zur Disposition gestellt. Er starb am 24. Februar 1881 in Karlsruhe.

### Familie
Arnold heiratete Emilie Dyckerhoff († 1915). Aus der Ehe gingen zwei Söhne hervor:
- Otto (* 1862), preußischer Major im Infanterie-Regiment „Graf Dönhoff“ (7. Ostpreußisches) Nr. 44
- Alfred (* 1864)